# Murphy (Kurzfilm)
Murphy ist ein deutscher Kurzfilm von Bjørn Melhus aus dem Jahr 2009. In Deutschland feierte der Film am 2. Mai 2009 bei den Internationalen Kurzfilmtagen in Oberhausen Weltpremiere.

## Handlung
Tonausschnitte einer Hubschrauberschlacht über Los Angeles aus dem Actionfilm Das fliegende Auge (Blue Thunder) werden mit flackernd-einfarbigen Flächen dargestellt und symbolisieren Posttraumatische Belastungsstörung.

## Kritiken
„Dieser Film extrahiert die Essenz des Actionfilms. Dessen Töne geben den Stroboskopeffekten den Rhythmus vor, in dem verschiedenfarbige Flächen auf der Leinwand tanzen. Dies montiert der Filmemacher so originell wie außergewöhnlich, dass der Zuschauer, der sich auf dieses Filmerlebnis einlässt, mit dem startenden Helikopter langsam abhebt, durchgeschüttelt wird und schließlich behutsam wieder in seinem Kinosessel landet.“

## Auszeichnungen
Internationale Kurzfilmtage Oberhausen 2009
- Preis der Kinojury